# Kościół Wszystkich Świętych w Białej
Kościół Wszystkich Świętych w Białej – rzymskokatolicki kościół parafialny, zlokalizowany w Białej (gmina Trzcianka).

## Historia
Obiekt pochodzi z lat 1852 - 1853 (szachulcowe ściany zostały ukryte pod murowaniem w 1978). Wieża i zakrystia są starsze niż sama świątynia (wcześniejszy kościół) i pochodzą odpowiednio z lat: 1821 i 1640.  
W latach 1794–1812 proboszczem w Białej był Jan Ignacy Bocheński (1755 - 1812) - pedagog, historyk i regionalista terenów nadnoteckich.

## Wyposażenie
Wyposażenie z XVII i XVIII wieku (ambona, rzeźby, ołtarze, obrazy). Wewnątrz tablica pamiątkowa o treści: Sacerdos / Sigismundus Kęsy SDB / Parochus in Biała 1959 - 1969 / natus 2 VIII 1913 / ordinatus 11 VI 1944 / obiit 11 VII 1994. W kruchcie wyeksponowana jest niewielka kolekcja drewnianej rzeźby religijnej. 